# Мужская сборная Сербии по волейболу
Мужская сборная Сербии по волейболу представляет Сербию на международных соревнованиях по волейболу. Является правопреемницей сборной Сербии и Черногории.

## История

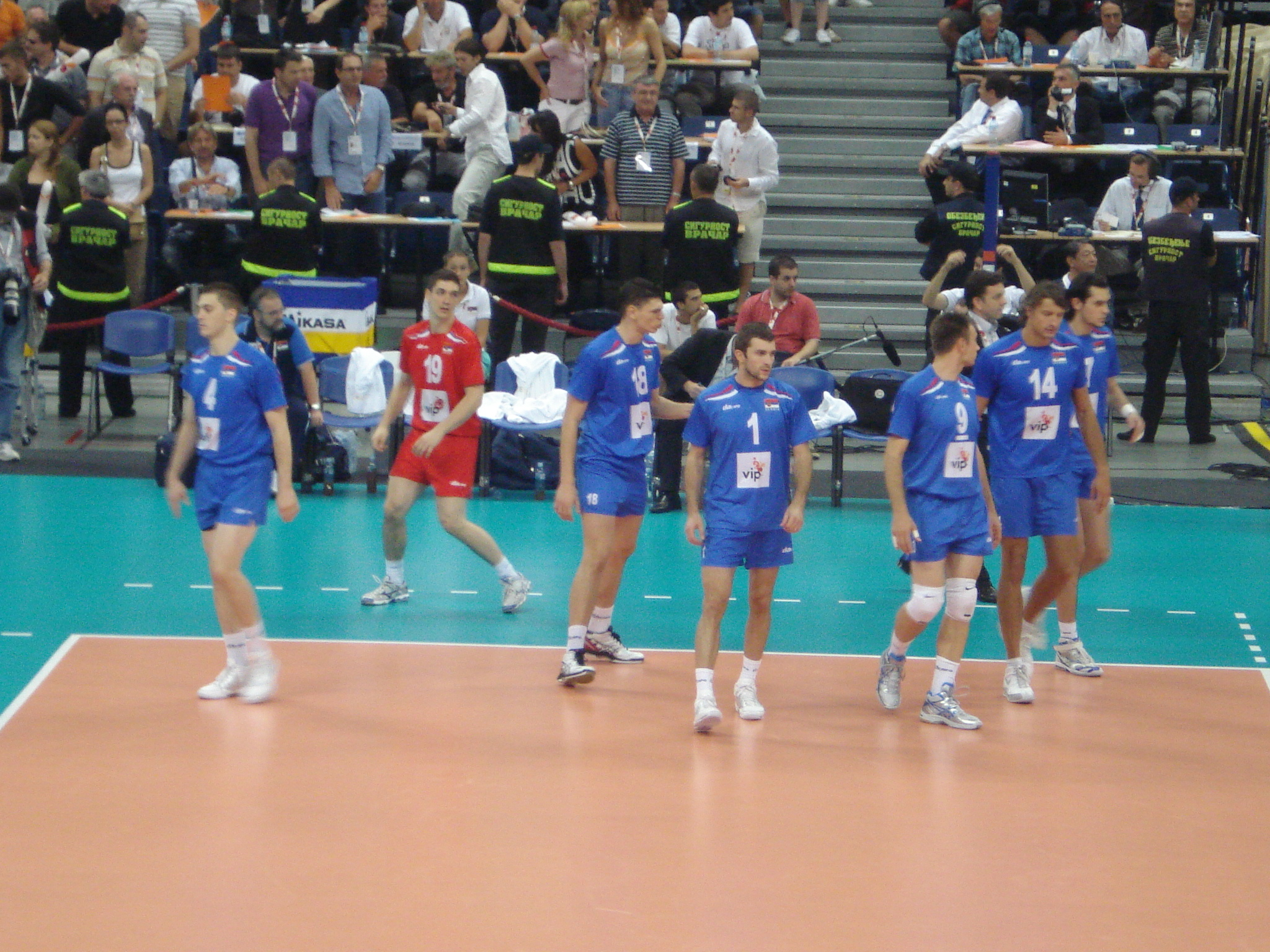
Сборная Сербии в финале Мировой лиги-2009. Боян Янич, Никола Росич, Марко Подрашчанин, Никола Ковачевич, Никола Грбич, Иван Милькович и Драган Станкович

Первый официальный матч сборная Сербии провела 26 мая 2007 года в московском спортцентре «Крылатское» в рамках Мировой лиги и проиграла сборной России со счётом 0:3. В составе команды Игора Колаковича не было многолетних лидеров сборной Югославии (Сербии и Черногории): после чемпионата мира-2006 завершили выступления за балканскую команду Владимир Грбич и Горан Вуевич, взяли паузу Андрия Герич, Слободан Бошкан, Иван Милькович и Никола Грбич. Мировую лигу-2007 Сербия завершила на 9-м месте, но благодаря возвращению опытных игроков уже на следующем крупном старте — чемпионате Европы в Москве и Санкт-Петербурге — команда завоевала бронзовые медали, а лидер её атак Иван Милькович стал самым результативным игроком.
В 2008 году сборная Сербии стала финалистом Мировой лиги, проиграв в решающем матче сборной США, а на Олимпийских играх в Пекине уступила этому же сопернику в драматичном пятисетовом четвертьфинале. В 2009 году сербская сборная повторила свой успех на Мировой лиге, заняв второе место на домашнем «Финале шести», а на чемпионате Европы в Турции стала пятой.
На Мировой лиге 2010 года сборная Сербии, несмотря на отсутствие в команде Николы Грбича и Ивана Мильковича, вновь смогла добиться медального успеха, став бронзовым призёром турнира. А в октябре 2010 года двое прославленных ветеранов привели свою команду на третью ступень пьедестала почёта чемпионата мира: капитан Никола Грбич был назван лучшим связующим турнира, а Иван Милькович стал вторым на чемпионате по результативности.
В 2011 году сборная Сербии выиграла чемпионат Европы, проходивший в Австрии и Чехии. В матчах группового этапа сербская команда не потерпела ни одного поражения, далее на пути к финалу преодолела упорное сопротивление сборных Франции и России и в решающем матче взяла верх над итальянцами. Капитан сборной Сербии Иван Милькович был признан самым ценным игроком турнира. В ноябре того же года сербы из рук вон плохо стартовали на Кубке мира в Японии и хотя по его ходу обрели свою игру, побороться за медали и путёвку на Олимпийские игры в Лондон не смогли. Олимпийскую лицензию команда Игора Колаковича добыла только в июне 2012 года, выиграв мировой квалификационный турнир — уже без Мильковича, незадолго до его начала объявившего о завершении карьеры в сборной. В Лондоне сербская команда одержала только одну победу (над Тунисом) и прекратила участие после группового этапа.
В сентябре 2013 года балканская команда выиграла бронзовые медали чемпионата Европы, а её новый основной диагональный Александар Атанасиевич стал самым результативным игроком континентального первенства. Однако стабильность в результатах к сборной Сербии не пришла и 15 сентября 2014 года, когда она досрочно прекратила борьбу за награды чемпионата мира в Польше и заняла в итоге 9-е место, Игор Колакович подал в отставку с поста главного тренера. 3 февраля 2015 года новым наставником сборной Сербии был назначен Никола Грбич.
В июле 2015 года сборная Сербии стала серебряным призёром Мировой лиги, но спустя три месяца неудачно выступила на чемпионате Европы. В четвертьфинале европейского первенства, как и в решающем матче Мировой лиги сербы потерпели поражение от Франции. В январе 2016 года команда Николы Грбича на Европейском квалификационном турнире в Берлине уступила сборным Польши и Германии, что не позволило ей выйти в плей-офф и побороться за путёвку на Игры в Рио-де-Жанейро. Однако в том же олимпийском сезоне сборная Сербии впервые стала победителем Мировой лиги, одержав победу в финальном матче в Кракове над бразильцами — 3:0. Самым ценным игроком «Финала шести» Мировой лиги был признан доигровщик Марко Ивович. Тем временем завершили выступления за национальную команду доигровщики Милош Никич и Никола Ковачевич, диагональный Саша Старович, блокирующий Милан Рашич, связующий Владо Петкович. В сентябре 2017 года обновлённая сборная Сербии завоевала бронзу на чемпионате Европы в Польше. В сентябре 2018 года балканская команда стала 4-й на чемпионате мира в Италии и Болгарии.
Сезон-2019 начинался для сербов неудачно — 11-е место в розыгрыше Лиги наций и поражение в решающем матче мирового квалификационного олимпийского турнира от Италии, стоившее Николе Грбичу поста главного тренера. Новым наставником сербов стал Слободан Ковач. Уже через месяц его подопечные завоевали золото на чемпионате Европы, выиграв все девять матчей. Приз самому ценному игроку турнира получил доигровщик Урош Ковачевич, в символическую семёрку также вошли диагональный Александар Атанасиевич и блокирующий Сречко Лисинац. В начале 2020 года сербы неудачно выступили на Европейском квалификационном турнире и потеряли шансы попасть на Олимпийские игры в Токио, пропустив вторую Олимпиаду подряд. На чемпионате Европы-2021 подопечные Слободана Ковача проиграли в полуфинале Италии, а в матче за бронзу — Польше. В январе 2022 года сборную Сербии вновь возглавил Игор Колакович.

## Результаты выступлений

### Олимпийские игры
| \| Год \| И \| В \| П \| С/П \| Место \| \| ----- \| -- \| - \| -- \| ----- \| ----- \| \| 2008 \| 6 \| 2 \| 4 \| 11:13 \| 5-е \| \| 2012 \| 5 \| 1 \| 4 \| 7:13 \| 9-е \| \| 2024 \| 3 \| 1 \| 2 \| 5:8 \| 9-е \| \| Всего \| 14 \| 4 \| 10 \| 23:34 \| \| |    | 2008: Новица Белица, Деян Бойович, Андрия Герич, Никола Грбич, Никола Ковачевич, Иван Милькович, Милош Никич, Владо Петкович, Марко Подрашчанин, Марко Самарджич, Саша Старович, Боян Янич. 2012: Александар Атанасиевич, Никола Ковачевич, Урош Ковачевич, Михайло Митич, Милош Никич, Владо Петкович, Марко Подрашчанин, Милан Рашич, Никола Росич, Драган Станкович, Саша Старович, Боян Янич. |    |       |       |
| Год | И  | В | П  | С/П   | Место |
| 2008 | 6  | 2 | 4  | 11:13 | 5-е   |
| 2012 | 5  | 1 | 4  | 7:13  | 9-е   |
| 2024 | 3  | 1 | 2  | 5:8   | 9-е   |
| Всего | 14 | 4 | 10 | 23:34 |       |

### Чемпионаты мира
| \| Год \| И \| В \| П \| С/П \| Место \| \| ----- \| -- \| -- \| -- \| ----- \| ----- \| \| 2010 \| 9 \| 6 \| 3 \| 22:13 \| 3-е \| \| 2014 \| 9 \| 5 \| 4 \| 18:15 \| 9-е \| \| 2018 \| 12 \| 7 \| 5 \| 24:21 \| 4-е \| \| 2022 \| 4 \| 3 \| 1 \| 9:3 \| 9-е \| \| Всего \| 34 \| 21 \| 13 \| 73:52 \| \| |    | 2010: Никола Грбич, Никола Ковачевич, Иван Милькович, Милош Никич, Владо Петкович, Борислав Петрович, Марко Подрашчанин, Милан Рашич, Никола Росич, Марко Самарджич, Драган Станкович, Саша Старович, Милош Терзич, Боян Янич. |    |       |       |
| Год | И  | В | П  | С/П   | Место |
| 2010 | 9  | 6 | 3  | 22:13 | 3-е   |
| 2014 | 9  | 5 | 4  | 18:15 | 9-е   |
| 2018 | 12 | 7 | 5  | 24:21 | 4-е   |
| 2022 | 4  | 3 | 1  | 9:3   | 9-е   |
| Всего | 34 | 21 | 13 | 73:52 |       |

### Чемпионаты Европы

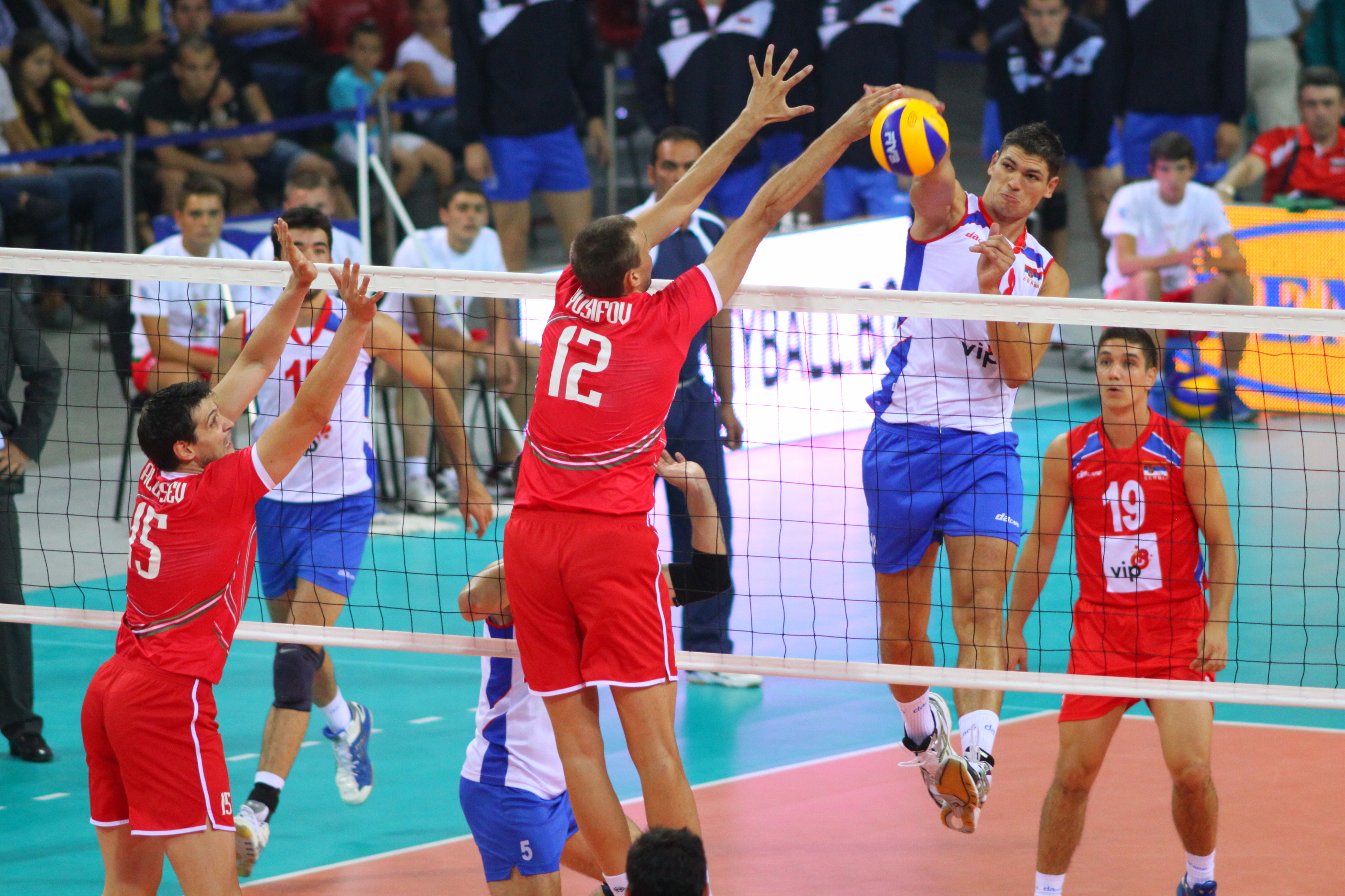
30 июля 2011 года. Товарищеский матч сборных Болгарии и Сербии в Софии

| \| Год \| И \| В \| П \| С/П \| Место \| \| ----- \| -- \| -- \| -- \| ------ \| ----- \| \| 2007 \| 8 \| 5 \| 3 \| 18:13 \| 3-е \| \| 2009 \| 6 \| 4 \| 2 \| 15:8 \| 5-е \| \| 2011 \| 6 \| 6 \| 0 \| 18:5 \| 1-е \| \| 2013 \| 7 \| 5 \| 2 \| 17:9 \| 3-е \| \| 2015 \| 5 \| 3 \| 2 \| 11:10 \| 7-е \| \| 2017 \| 7 \| 6 \| 1 \| 17:7 \| 3-е \| \| 2019 \| 9 \| 9 \| 0 \| 27:6 \| 1-е \| \| 2021 \| 9 \| 6 \| 3 \| 21:15 \| 4-е \| \| 2023 \| 7 \| 5 \| 2 \| 16:8 \| 6-е \| \| Всего \| 64 \| 49 \| 15 \| 160:81 \| \| |    | 2007: Слободан Бошкан, Андрия Герич, Никола Грбич, Никола Ковачевич, Иван Милькович, Милош Никич, Владо Петкович, Марко Подрашчанин, Марко Самарджич, Драган Станкович, Саша Старович, Боян Янич. · 2011: Александар Атанасиевич, Филип Вуич, Никола Ковачевич, Урош Ковачевич, Иван Милькович, Михайло Митич, Милош Никич, Владо Петкович, Марко Подрашчанин, Милан Рашич, Никола Росич, Драган Станкович, Саша Старович, Милош Терзич. · 2013: Александар Атанасиевич, Филип Вуич, Марко Ивович, Никола Йовович, Никола Ковачевич, Сречко Лисинац, Милош Никич, Владо Петкович, Неманья Петрич, Марко Подрашчанин, Милан Рашич, Никола Росич, Драган Станкович, Саша Старович. · 2017: Александар Атанасиевич, Максим Букулевич, Никола Йовович, Милан Катич, Урош Ковачевич, Сречко Лисинац, Дражен Лубурич, Невен Майсторович, Александар Околич, Неманья Петрич, Марко Подрашчанин, Никола Росич, Драган Станкович, Горан Шкундрич. · 2019: Александар Атанасиевич, Марко Ивович, Никола Йовович, Урош Ковачевич, Петар Крсманович, Сречко Лисинац, Дражен Лубурич, Невен Майсторович, Александар Околич, Никола Пекович, Неманья Петрич, Марко Подрашчанин, Вук Тодорович, Лазар Чирович. |    |        |       |
| Год | И  | В | П  | С/П    | Место |
| 2007 | 8  | 5 | 3  | 18:13  | 3-е   |
| 2009 | 6  | 4 | 2  | 15:8   | 5-е   |
| 2011 | 6  | 6 | 0  | 18:5   | 1-е   |
| 2013 | 7  | 5 | 2  | 17:9   | 3-е   |
| 2015 | 5  | 3 | 2  | 11:10  | 7-е   |
| 2017 | 7  | 6 | 1  | 17:7   | 3-е   |
| 2019 | 9  | 9 | 0  | 27:6   | 1-е   |
| 2021 | 9  | 6 | 3  | 21:15  | 4-е   |
| 2023 | 7  | 5 | 2  | 16:8   | 6-е   |
| Всего | 64 | 49 | 15 | 160:81 |       |

### Кубок мира
- 2011 — 8-е место

### Мировая лигаиЛига наций
| Мировая лига - 2007 — 9-е место - 2008 — 2-е место - 2009 — 2-е место - 2010 — 3-е место - 2011 — 9-е место - 2012 — 9-е место - 2013 — 8-е место - 2014 — 6-е место | - 2015 — 2-е место - 2016 — 1-е место - 2017 — 5-е место Лига наций - 2018 — 5-е место - 2019 — 11-е место - 2021 — 6-е место - 2022 — 11-е место - 2023 — 11-е место |

## Тренеры
- 2007—2014 — Игор Колакович (Черногория)
- 2015—2019 — Никола Грбич
- 2019—2021 — Слободан Ковач
- 2022—2024 — Игор Колакович (Черногория)
- 2025—н.в. — Георге Крецу (Румыния)

## Текущий состав
Заявка сборной Сербии на чемпионат Европы-2023
| №                                            | Имя                    | Дата рождения             | Рост      | Клуб-2023/24    |
| Связующие                                    | Связующие              | Связующие                 | Связующие | Связующие       |
| -------------------------------------------- | ---------------------- | ------------------------- | --------- | --------------- |
| 11                                           | Алекса Батак           | 18 января 2000 (25 лет)   | 195       | «Фридрихсхафен» |
| 21                                           | Вук Тодорович          | 23 апреля 1998 (27 лет)   | 190       | «Чарни»         |
| Диагональные                                 |                        |                           |           |                 |
| 14                                           | Александар Атанасиевич | 4 сентября 1991 (33 года) | 201       | «Скра»          |
| 16                                           | Дражен Лубурич         | 2 ноября 1993 (31 год)    | 205       | «Фенербахче»    |
| Доигровщики                                  |                        |                           |           |                 |
| 2                                            | Урош Ковачевич         | 6 мая 1993 (32 года)      | 197       | «Урал»          |
| 8                                            | Марко Ивович           | 22 декабря 1990 (34 года) | 194       | «Динамо-ЛО»     |
| 10                                           | Миран Куюнджич         | 19 июня 1997 (28 лет)     | 196       | «Галатасарай»   |
| 12                                           | Павле Перич            | 7 августа 1998 (26 лет)   | 207       | «Чистерна»      |
| Центральные блокирующие                      |                        |                           |           |                 |
| 7                                            | Петар Крсманович       | 1 июня 1990 (35 лет)      | 205       | «Газпром-Югра»  |
| 15                                           | Неманья Машулович      | 5 октября 1995 (29 лет)   | 205       | «Катания»       |
| 18                                           | Марко Подрашчанин      | 29 августа 1987 (37 лет)  | 204       | «Трентино»      |
| 29                                           | Александар Неделькович | 27 октября 1997 (27 лет)  | 207       | «Чистерна»      |
| Либеро                                       |                        |                           |           |                 |
| 3                                            | Милорад Капур          | 5 марта 1991 (34 года)    | 180       | «Пари Волей»    |
| 17                                           | Милош Крстески         | 24 февраля 1993 (32 года) | 181       | «Партизан»      |
| Главный тренер — Игор Колакович (Черногория) |                        |                           |           |                 |